# Ligne rouge (Namibie)
Pour les articles homonymes, voir Ligne rouge.
La Ligne rouge, également appelée Clôture vétérinaire ou plus communément Vet fence (abréviation de "Veterinary cordon fence") en Anglais, est une clôture d'exclusion des nuisibles qui sépare le nord de la Namibie des régions du centre et du sud. Elle englobe plusieurs régions du nord : les régions d'Oshana, de Kavango Est, d'Omusati, du Zambèze, d'Omaheke, de Kunene, ainsi que certaines parties de la région d'Oshikoto. Au sud de la clôture se trouvent aujourd'hui des fermes commerciales où les agriculteurs, dont beaucoup sont blancs, sont propriétaires des terres. Au nord de la ligne, en revanche, toutes les terres agricoles sont communautaires et exploitées principalement par des agriculteurs ovambos ou kavangos. La ligne rouge est une ligne hautement surveillée, dotée de barrages routiers (en particulier à la hauteur d'Oshivelo sur la B1) pour contrôler chaque véhicule qui passe. Cette barrière de protection sanitaire permet notamment aux éleveurs situés au sud de cette ligne de bénéficier du statut d'exportateur de viande vers le lucratif marché de l'Union européenne, mais en exclut les éleveurs les plus pauvres situés au nord.

## Histoire

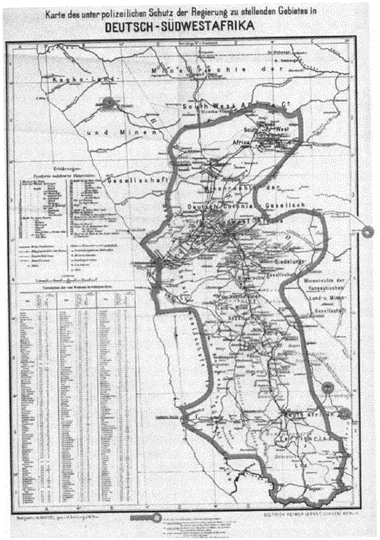
Les frontières de la zone de police en 1907.

La démarcation est créée en 1896 afin de contenir une épidémie de peste bovine dans la colonie impériale allemande du Sud-Ouest africain. Son nom provient d'une représentation à l'encre rouge sur une carte de 1911 établie par l'administration coloniale allemande. Le fort Namutoni est construit comme poste de police pour contrôler les déplacements nord-sud des populations autochtones et de leur bétail. La ligne se poursuit jusqu'à Okaukuejo (en) à l'ouest et Otjituuo à l'est. Néanmoins, l'épidémie atteint Windhoek en 1897, décimant la moitié du cheptel bovin du peuple Hérero.

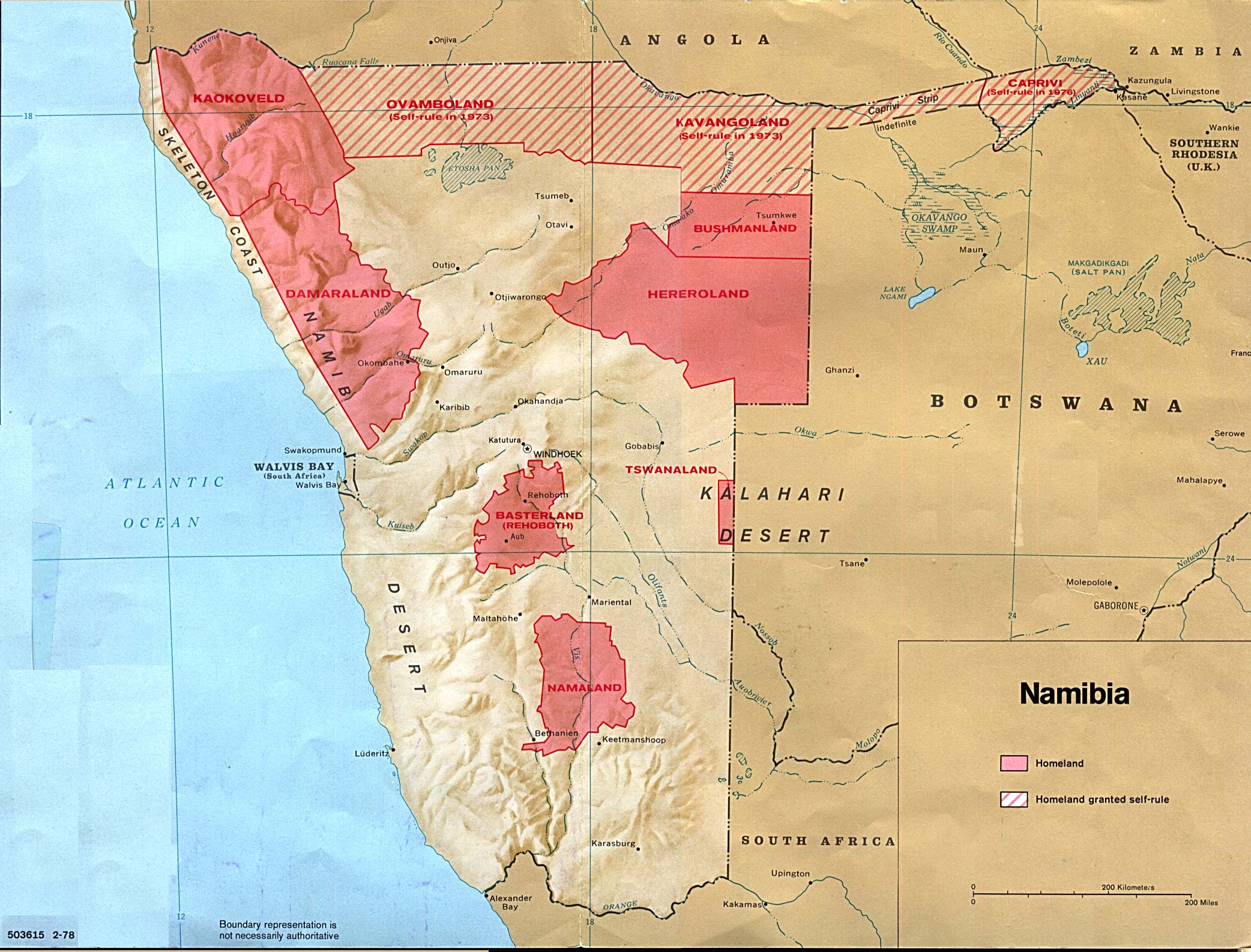
Carte des anciens bantoustans, dont la barrière vétérinaire correspond aux frontières méridionales.

Le tracé de la ligne rouge en 1966.

La démarcation devient une frontière politique en 1907, après que le Reichstag de Berlin eut adopté en 1905, pendant les guerres des Hereros, une résolution stipulant que la protection policière dans le Sud-Ouest africain allemand « devait être limitée à la plus petite zone possible, en se concentrant sur les régions où nos intérêts économiques tendent à converger ». La frontière séparait alors les zones sous contrôle colonial (la "zone de police" ,) du reste du territoire, et était déjà surveillée à des fins de santé animale. Les zones du nord, exclues, furent en grande partie soumises à un contrôle colonial indirect par l'intermédiaire des autorités traditionnelles. Le passage entre les deux zones fut alors restreint, tant pour les individus que pour les animaux. Cela entraîna des conséquences politiques et économiques différentes pour les Ovambos du nord et les Héreros, qui vivaient plus au centre du pays.
La Ligne rouge a été déplacée à plusieurs reprises. Une clôture physique n'a été construite qu'au début des années 1960 et a dès lors servi à isoler les foyers de fièvre aphteuse du Nord des fermes du Sud. Comme pendant la colonisation allemande, elle a également facilité les restrictions imposées par le mouvement d'apartheid et son influence sur la population.

## Tracé
La clôture s'étend sur le nord du pays et a été légèrement modifiée au fil des ans. Actuellement, elle s'étend au nord de Palmwag (en), passe par Okaukuejo (en), longe la bordure sud du pan d'Etosha, traverse Tsintsabis (en) et se dirige vers l'est jusqu'à Otjituuo (à l'est de Grootfontein). Au nord de la ligne se trouve environ un tiers de la superficie de la Namibie.

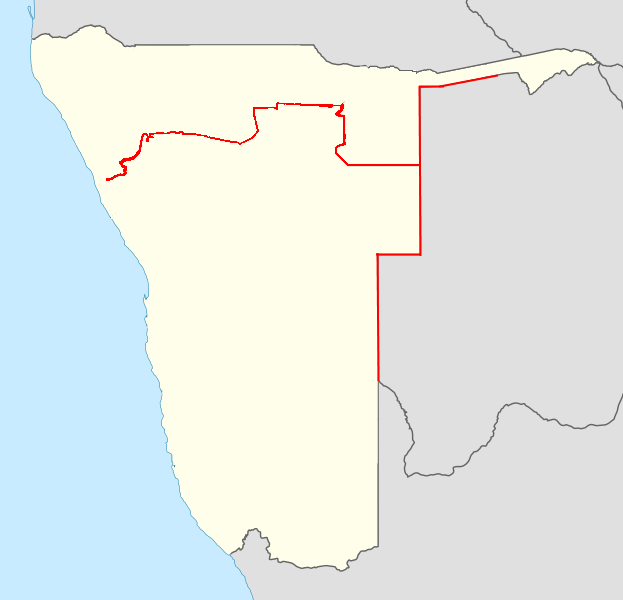
Le tracé de la ligne rouge en 2018.

## Projets de suppression
Le bétail au nord des lignes rouges ne peut être vendu à l'étranger, tandis que les agriculteurs du Sud peuvent vendre leur viande partout. De plus, même pour accéder aux marchés d'Afrique du Sud et du reste de la Namibie, les animaux du nord de la clôture doivent être mis en quarantaine pendant 21 jours, ce qui augmente le coût de leur commercialisation. Par la suite, les animaux sont généralement abattus et vendus sans franchir le cordon vétérinaire. Les restrictions imposées par la ligne rouge ont suscité la controverse dans le contexte de l'essor du marché de la viande en 2008,. Depuis l'indépendance de la Namibie dans les années 1990, le gouvernement lutte pour supprimer la ligne rouge et permettre la prospérité dans ces régions,,. L'objectif est de construire des infrastructures, de déconcentrer les exploitations agricoles et de promouvoir la construction d'exploitations sur des terres vierges. Cette ligne étant profondément ancrée dans des enjeux politiques et historiques, le gouvernement a proposé de la déplacer jusqu'à la frontière angolaise. Cela a suscité des inquiétudes quant à une propagation de la maladie à des zones non infectées, bien que des régions comme Kunene n'aient pas connu d'épidémie depuis plus de 30 ans et plaident en faveur de ce déplacement. Il y a eu trois foyers de fièvre aphteuse en Namibie en 2020, tous au nord de la ligne, le premier le 8 août et le deuxième le 13 août dans la région de Caprivi. Le troisième s'est produit dans la région d'Oshikoto le 28 décembre.
En 2025, un juge de la cour suprême rejette une demande visant à déclarer la ligne rouge inconstitutionnelle. 